# Giovanni Muzi
Giovanni Alessandro Muzi (Roma, 1º gennaio 1772 – Spoleto, 30 novembre 1849) è stato un arcivescovo cattolico italiano.

## Biografia
Studiò nel seminario romano e vi insegnò filosofia.
Nel 1817 entrò nel servizio diplomatico della Santa Sede come uditore di Paolo Leardi, nunzio apostolico a Vienna.
Fu consacrato arcivescovo di Filippi in partibus nel 1823 e inviato come delegato apostolico in Cile, ma incontrò notevoli difficoltà e fu costretto a lasciare il paese poco tempo dopo senza aver provveduto alla selezione di nuovi vescovi.
Rientrato in Italia, fu eletto arcivescovo di Città di Castello: vi fondò la congregazione delle Figlie della misericordia, per l'assistenza agli infermi.
È autore delle Memorie ecclesiastiche e civili di Città di Castello.

## Genealogia episcopale
La genealogia episcopale è:
- Cardinale Scipione Rebiba
- Cardinale Giulio Antonio Santori
- Cardinale Girolamo Bernerio, O.P.
- Arcivescovo Galeazzo Sanvitale
- Cardinale Ludovico Ludovisi
- Cardinale Luigi Caetani
- Cardinale Ulderico Carpegna
- Cardinale Paluzzo Paluzzi Altieri degli Albertoni
- Papa Benedetto XIII
- Papa Benedetto XIV
- Papa Clemente XIII
- Cardinale Bernardino Giraud
- Cardinale Alessandro Mattei
- Cardinale Giovanni Francesco Falzacappa
- Arcivescovo Giovanni Muzi